# Колесников, Александр Леонтьевич
Александр Леонтьевич Колесников (25 марта 1922 — 20 апреля 1945) — лётчик-истребитель 209-го отдельного корректировочно-разведывательного авиационного полка 4-й воздушной армии 2-го Белорусского фронта, совершивший последний воздушный таран во Второй мировой войне.

## Биография
Родился 25 марта 1922 года в селе Селидовка (ныне город Селидово) Донецкой области. Окончил 9 классов школы и аэроклуб. В РККА с 1940 года. В сентябре 1941 года окончил Фастовскую военную авиационную школу пилотов. Служил инструктором в Черниговской военной авиационной школе пилотов. Затем был лётчиком, командиром звена, заместителем командира эскадрильи 379-го истребительного авиационного полка Среднеазиатского военного округа.
В действующей армии с 8 февраля 1945 года. Лётчик 209-го разведывательного авиационного полка (4-я воздушная армия, 2-й Белорусский фронт) комсомолец лейтенант А. Л. Колесников в воздушном бою 20 апреля 1945 года, возле города Хейннеринсдорф (Германия), прикрывая свой корректировщик, будучи тяжелораненым, уничтожил таранным ударом истребитель противника и при этом погиб. Сведений о награждении А. Л. Колесникова нет.
Похоронен в районе деревни Борково-Вельке, гмина Радово-Мале, Польша.

## Память

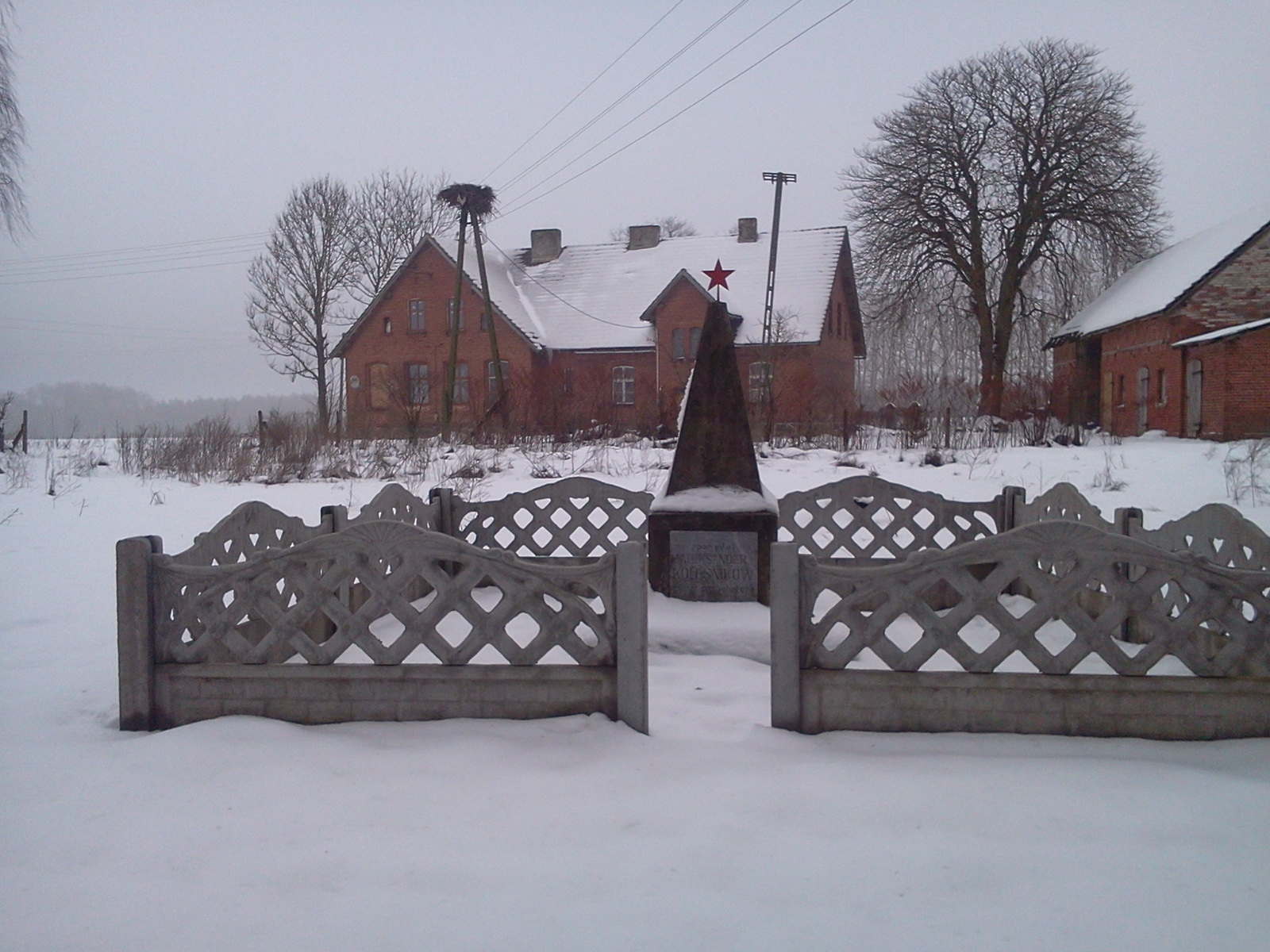
Памятник в д. Борково-Вельке

- В городе Селидово, на родине героя, установлен памятник, посвященный его подвигу и всем воинам Великой Отечественной войны, в виде самолета.
- В городе Струнино названа улица в честь братьев Колесниковых.